# Retidrillia willetti
Retidrillia willetti é uma espécie de gastrópode do gênero Retidrillia, pertencente a família Borsoniidae.